# Dietrich Wiederkehr
Dietrich Wiederkehr (* 19. September 1933 in Rudolfstetten-Friedlisberg) ist ein schweizerischer römisch-katholischer Theologe.

## Leben
Dietrich Wiederkehr studierte römisch-katholische Theologie. Er ist Mitglied im Orden der Kapuziner. Er war Professor zunächst an der Ordenshochschule in Solothurn (1963–1972), dann an der Universität Freiburg im Üechtland (1968–1974) und an der Theologischen Fakultät Luzern (1974–1997) in den Fächern Dogmatik und Fundamentaltheologie. Von 1986 bis 1988 war Wiederkehr Rektor der Römisch-katholischen Theologischen Fakultät Luzern.

## Auszeichnungen
- 1996: Anerkennungspreis der Stadt Luzern
- 2000: Herbert-Haag-Preis

## Werke
- Kern-Stücke. TVZ, Theologischer Verlag, Zürich 2008, ISBN 978-3-290-20048-0.
- Für einen befreienden Glauben. Pro Libro, Luzern 2005, 1. Aufl., ISBN 3-9523163-0-X.
- Zeugen der Freiheit. Pustet, Regensburg 2000, ISBN 3-7867-8356-X.
- Dimensionen der Freundschaft oder: Wider den Egotrip. Echter, Würzburg 1998, ISBN 3-429-02087-5.
- Der Glaubenssinn des Gottesvolkes – Konkurrent oder Partner des Lehramts? Herder, Freiburg im Breisgau 1994, ISBN 3-451-02151-X.